# Wereldbeker langlaufen 2015/2016
De wereldbeker langlaufen 2015/2016 (officieel: FIS Cross-Country World Cup presented by Viessmann) ging van start op 27 november 2015 in het Finse Kuusamo en eindigde op 12 maart 2016 in het Canadese Canmore. De wereldbeker werd georganiseerd door de Fédération Internationale de Ski. Het was de 35e editie van de wereldbeker voor zowel mannen als vrouwen.
De hoogtepunten van het seizoen waren de Tour de Ski en de Ski Tour Canada.
De langlaufer die aan het einde van het seizoen de meeste punten had verzameld, won de algemene wereldbeker. De Noor Martin Johnsrud Sundby en Noorse Therese Johaug wonnen die algemene wereldbeker.

## Mannen

### Kalender
| Datum                           | Plaats                          | Onderdeel                             | Eerste                                                                                | Tweede                                                                                        | Derde                                                                          |
| ------------------------------- | ------------------------------- | ------------------------------------- | ------------------------------------------------------------------------------------- | --------------------------------------------------------------------------------------------- | ------------------------------------------------------------------------------ |
| Nordic Opening                  |                                 |                                       |                                                                                       |                                                                                               |                                                                                |
| 27/11/2015                      | Kuusamo                         | Sprint (klassieke stijl)              | Sondre Turvoll Fossli                                                                 | Eirik Brandsdal                                                                               | Petter Northug                                                                 |
| 28/11/2015                      | Kuusamo                         | 10 km vrije stijl                     | Martin Johnsrud Sundby                                                                | Alex Harvey                                                                                   | Dario Cologna                                                                  |
| 29/11/2015                      | Kuusamo                         | 15 km klassieke stijl (handicapstart) | Niklas Dyrhaug                                                                        | Martin Johnsrud Sundby                                                                        | Sjur Røthe                                                                     |
| Eindklassement Nordic Opening:  | Eindklassement Nordic Opening:  | Eindklassement Nordic Opening:        | Martin Johnsrud Sundby                                                                | Petter Northug                                                                                | Finn Hågen Krogh                                                               |
| 05/12/2015                      | Lillehammer                     | 30 km skiatlon                        | Martin Johnsrud Sundby                                                                | Niklas Dyrhaug                                                                                | Hans Christer Holund                                                           |
| 06/12/2015                      | Lillehammer                     | 4 x 7,5 km estafette                  | Noorwegen I Niklas Dyrhaug Hans Christer Holund Martin Johnsrud Sundby Petter Northug | Noorwegen III Martin Løwstrøm Nyenget Matthias Rundgreen Simen Andreas Sveen Finn Hågen Krogh | Noorwegen II Emil Iversen Didrik Tønseth Sjur Røthe Anders Gløersen            |
| 12/12/2015                      | Davos                           | 30 km vrije stijl (intervalstart)     | Martin Johnsrud Sundby                                                                | Maurice Manificat                                                                             | Anders Gløersen                                                                |
| 13/12/2015                      | Davos                           | Sprint (vrije stijl)                  | Federico Pellegrino                                                                   | Baptiste Gros                                                                                 | Sondre Turvoll Fossli                                                          |
| 19/12/2015                      | Toblach                         | Sprint (vrije stijl)                  | Federico Pellegrino                                                                   | Simeon Hamilton                                                                               | Andrew Young                                                                   |
| 20/12/2015                      | Toblach                         | 15 km klassieke stijl                 | Martin Johnsrud Sundby                                                                | Aleksandr Bessmertnych                                                                        | Sjur Røthe                                                                     |
| Tour de Ski 2015/2016           |                                 |                                       |                                                                                       |                                                                                               |                                                                                |
| 01/01/2016                      | Lenzerheide                     | Sprint (vrije stijl)                  | Federico Pellegrino                                                                   | Sergej Oestjoegov                                                                             | Finn Hågen Krogh                                                               |
| 02/01/2016                      | Lenzerheide                     | 30 km klassieke stijl (massastart)    | Martin Johnsrud Sundby                                                                | Petter Northug                                                                                | Didrik Tønseth                                                                 |
| 03/01/2016                      | Lenzerheide                     | 10 km vrije stijl (handicapstart)     | Martin Johnsrud Sundby                                                                | Petter Northug                                                                                | Finn Hågen Krogh                                                               |
| 05/01/2016                      | Oberstdorf                      | Sprint (klassieke stijl)              | Emil Iversen                                                                          | Sergej Oestjoegov                                                                             | Aleksej Poltoranin                                                             |
| 06/01/2016                      | Oberstdorf                      | 15 km klassieke stijl (massastart)    | Aleksej Poltoranin                                                                    | Dario Cologna                                                                                 | Francesco De Fabiani                                                           |
| 08/01/2016                      | Toblach                         | 10 km vrije stijl                     | Finn Hågen Krogh                                                                      | Martin Johnsrud Sundby                                                                        | Maurice Manificat                                                              |
| 09/01/2016                      | Val di Fiemme                   | 15 km klassieke stijl (massastart)    | Martin Johnsrud Sundby                                                                | Niklas Dyrhaug                                                                                | Aleksej Poltoranin                                                             |
| 10/01/2016                      | Val di Fiemme                   | 9 km achtervolging (vrije stijl)      | Martin Johnsrud Sundby                                                                | Robin Duvillard                                                                               | Matti Heikkinen                                                                |
| Eindklassement Tour de Ski:     | Eindklassement Tour de Ski:     | Eindklassement Tour de Ski:           | Martin Johnsrud Sundby                                                                | Finn Hågen Krogh                                                                              | Sergej Oestjoegov                                                              |
| 16/01/2016                      | Planica                         | Sprint (vrije stijl)                  | Federico Pellegrino                                                                   | Baptiste Gros                                                                                 | Richard Jouve                                                                  |
| 17/01/2016                      | Planica                         | Teamsprint (vrije stijl)              | Italië I Dietmar Nöckler Federico Pellegrino                                          | Frankrijk I Renaud Jay Baptiste Gros                                                          | Frankrijk II Valentin Chauvin Richard Jouve                                    |
| 23/01/2016                      | Nové Město                      | 15 km vrije stijl                     | Maurice Manificat                                                                     | Martin Johnsrud Sundby                                                                        | Sergej Oestjoegov                                                              |
| 24/01/2016                      | Nové Město                      | 4 x 7,5 km estafette                  | Noorwegen I Sjur Røthe Martin Johnsrud Sundby Matthias Rundgreen Finn Hågen Krogh     | Rusland I Jevgeni Belov Aleksandr Legkov Aleksej Tsjervotkin Sergej Oestjoegov                | Italië I Dietmar Nöckler Francesco De Fabiani Roland Clara Federico Pellegrino |
| 03/02/2016                      | Drammen                         | Sprint (klassieke stijl)              | Petter Northug                                                                        | Ola Vigen Hattestad                                                                           | Eirik Brandsdal                                                                |
| 06/02/2016                      | Oslo                            | 50 km klassieke stijl (massastart)    | Martin Johnsrud Sundby                                                                | Niklas Dyrhaug                                                                                | Maksim Vylegsjanin                                                             |
| 11/02/2016                      | Stockholm                       | Sprint (klassieke stijl)              | Nikita Krjoekov                                                                       | Ola Vigen Hattestad                                                                           | Petter Northug                                                                 |
| 13/02/2016                      | Falun                           | 10 km klassieke stijl                 | Maksim Vylegsjanin                                                                    | Aleksandr Bessmertnych                                                                        | Maurice Manificat                                                              |
| 14/02/2016                      | Falun                           | 15 km vrije stijl (massastart)        | Sergej Oestjoegov                                                                     | Francesco De Fabiani                                                                          | Martin Johnsrud Sundby                                                         |
| 20/02/2016                      | Lahti                           | Sprint (vrije stijl)                  | Emil Iversen                                                                          | Finn Hågen Krogh                                                                              | Petter Northug                                                                 |
| 21/02/2016                      | Lahti                           | 30 km skiatlon                        | Martin Johnsrud Sundby                                                                | Finn Hågen Krogh                                                                              | Hans Christer Holund                                                           |
| Ski Tour Canada 2016            |                                 |                                       |                                                                                       |                                                                                               |                                                                                |
| 01/03/2016                      | Gatineau                        | Sprint (vrije stijl)                  | Sergej Oestjoegov                                                                     | Richard Jouve                                                                                 | Simeon Hamilton                                                                |
| 02/03/2016                      | Montreal                        | 17,5 km klassieke stijl (massastart)  | Emil Iversen                                                                          | Petter Northug                                                                                | Sergej Oestjoegov                                                              |
| 04/03/2016                      | Quebec                          | Sprint (vrije stijl)                  | Baptiste Gros                                                                         | Alex Harvey                                                                                   | Sergej Oestjoegov                                                              |
| 05/03/2016                      | Quebec                          | 15 km vrije stijl (handicapstart)     | Sergej Oestjoegov                                                                     | Petter Northug                                                                                | Emil Iversen                                                                   |
| 08/03/2016                      | Canmore                         | Sprint (klassieke stijl)              | Federico Pellegrino                                                                   | Eirik Brandsdal                                                                               | Maurice Manificat                                                              |
| 09/03/2016                      | Canmore                         | 30 km skiatlon                        | Martin Johnsrud Sundby                                                                | Sergej Oestjoegov                                                                             | Matti Heikkinen                                                                |
| 11/03/2016                      | Canmore                         | 15 km vrije stijl                     | Matti Heikkinen                                                                       | Jevgeni Belov                                                                                 | Marcus Hellner                                                                 |
| 12/03/2016                      | Canmore                         | 15 km klassieke stijl (handicapstart) | Maurice Manificat                                                                     | Matti Heikkinen                                                                               | Martin Johnsrud Sundby                                                         |
| Eindklassement Ski Tour Canada: | Eindklassement Ski Tour Canada: | Eindklassement Ski Tour Canada:       | Martin Johnsrud Sundby                                                                | Sergej Oestjoegov                                                                             | Petter Northug                                                                 |

### Eindstanden
| Algemene wereldbeker | Algemene wereldbeker   | Algemene wereldbeker | Algemene wereldbeker |
| #                    | Naam                   | Land                 | Punten               |
| -------------------- | ---------------------- | -------------------- | -------------------- |
| 1                    | Martin Johnsrud Sundby | NOR                  | 2.634                |
| 2                    | Petter Northug         | NOR                  | 1.602                |
| 3                    | Finn Hågen Krogh       | NOR                  | 1.584                |
| 4                    | Sergej Oestjoegov      | RUS                  | 1.479                |
| 5                    | Maurice Manificat      | FRA                  | 1.131                |
| 6                    | Niklas Dyrhaug         | NOR                  | 995                  |
| 7                    | Alex Harvey            | CAN                  | 889                  |
| 8                    | Emil Iversen           | NOR                  | 874                  |
| 9                    | Didrik Tønseth         | NOR                  | 871                  |
| 10                   | Hans Christer Holund   | NOR                  | 834                  |

| Afstandswereldbeker | Afstandswereldbeker    | Afstandswereldbeker | Afstandswereldbeker |
| #                   | Naam                   | Land                | Punten              |
| ------------------- | ---------------------- | ------------------- | ------------------- |
| 1                   | Martin Johnsrud Sundby | NOR                 | 1.444               |
| 2                   | Maurice Manificat      | FRA                 | 763                 |
| 3                   | Niklas Dyrhaug         | NOR                 | 729                 |
| 4                   | Finn Hågen Krogh       | NOR                 | 614                 |
| 5                   | Sergej Oestjoegov      | RUS                 | 605                 |
| 6                   | Didrik Tønseth         | NOR                 | 604                 |
| 7                   | Hans Christer Holund   | NOR                 | 572                 |
| 8                   | Petter Northug         | NOR                 | 526                 |
| 9                   | Maksim Vylegsjanin     | RUS                 | 488                 |
| 10                  | Aleksandr Legkov       | RUS                 | 480                 |

| Sprintwereldbeker | Sprintwereldbeker     | Sprintwereldbeker | Sprintwereldbeker |
| #                 | Naam                  | Land              | Punten            |
| ----------------- | --------------------- | ----------------- | ----------------- |
| 1                 | Federico Pellegrino   | ITA               | 553               |
| 2                 | Petter Northug        | NOR               | 476               |
| 3                 | Finn Hågen Krogh      | NOR               | 414               |
| 4                 | Baptiste Gros         | FRA               | 324               |
| 5                 | Eirik Brandsdal       | NOR               | 307               |
| 6                 | Sergej Oestjoegov     | RUS               | 294               |
| 7                 | Ola Vigen Hattestad   | NOR               | 291               |
| 8                 | Sondre Turvoll Fossli | NOR               | 268               |
| 9                 | Emil Iversen          | NOR               | 244               |
| 10                | Simeon Hamilton       | USA               | 222               |

## Vrouwen

### Kalender
| Datum                           | Plaats                          | Onderdeel                             | Eerste                                                                                | Tweede                                                                              | Derde                                                                             |
| ------------------------------- | ------------------------------- | ------------------------------------- | ------------------------------------------------------------------------------------- | ----------------------------------------------------------------------------------- | --------------------------------------------------------------------------------- |
| Nordic Opening                  |                                 |                                       |                                                                                       |                                                                                     |                                                                                   |
| 27/11/2015                      | Kuusamo                         | Sprint (klassieke stijl)              | Maiken Caspersen Falla                                                                | Stina Nilsson                                                                       | Ragnhild Haga                                                                     |
| 28/11/2015                      | Kuusamo                         | 5 km vrije stijl                      | Therese Johaug                                                                        | Charlotte Kalla                                                                     | Ida Ingemarsdotter                                                                |
| 29/11/2015                      | Kuusamo                         | 10 km klassieke stijl (handicapstart) | Therese Johaug                                                                        | Stina Nilsson                                                                       | Kerttu Niskanen                                                                   |
| Eindklassement Nordic Opening:  | Eindklassement Nordic Opening:  | Eindklassement Nordic Opening:        | Therese Johaug                                                                        | Stina Nilsson                                                                       | Ingvild Flugstad Østberg                                                          |
| 05/12/2015                      | Lillehammer                     | 15 km skiatlon                        | Therese Johaug                                                                        | Heidi Weng                                                                          | Charlotte Kalla                                                                   |
| 06/12/2015                      | Lillehammer                     | 4 x 5 km estafette                    | Noorwegen I Maiken Caspersen Falla Ingvild Flugstad Østberg Therese Johaug Heidi Weng | Finland I Krista Pärmäkoski Kerttu Niskanen Laura Mononen Anne Kyllönen             | Verenigde Staten I Rosie Brennan Sadie Bjornsen Elizabeth Stephen Jessica Diggins |
| 12/12/2015                      | Davos                           | 15 km vrije stijl                     | Therese Johaug                                                                        | Ingvild Flugstad Østberg                                                            | Heidi Weng                                                                        |
| 13/12/2015                      | Davos                           | Sprint (vrije stijl)                  | Stina Nilsson                                                                         | Maiken Caspersen Falla                                                              | Ingvild Flugstad Østberg                                                          |
| 19/12/2015                      | Toblach                         | Sprint (vrije stijl)                  | Maiken Caspersen Falla                                                                | Ingvild Flugstad Østberg                                                            | Stina Nilsson                                                                     |
| 20/12/2015                      | Toblach                         | 10 km klassieke stijl                 | Therese Johaug                                                                        | Krista Pärmäkoski                                                                   | Ingvild Flugstad Østberg                                                          |
| Tour de Ski 2015/2016           |                                 |                                       |                                                                                       |                                                                                     |                                                                                   |
| 01/01/2016                      | Lenzerheide                     | Sprint (vrije stijl)                  | Maiken Caspersen Falla                                                                | Ida Ingemarsdotter                                                                  | Ingvild Flugstad Østberg                                                          |
| 02/01/2016                      | Lenzerheide                     | 15 km klassieke stijl (massastart)    | Therese Johaug                                                                        | Ingvild Flugstad Østberg                                                            | Heidi Weng                                                                        |
| 03/01/2016                      | Lenzerheide                     | 5 km vrije stijl (handicapstart)      | Ingvild Flugstad Østberg                                                              | Therese Johaug                                                                      | Heidi Weng                                                                        |
| 05/01/2016                      | Oberstdorf                      | Sprint (klassieke stijl)              | Sophie Caldwell                                                                       | Heidi Weng                                                                          | Ingvild Flugstad Østberg                                                          |
| 06/01/2016                      | Oberstdorf                      | 10 km klassieke stijl (massastart)    | Therese Johaug                                                                        | Ingvild Flugstad Østberg                                                            | Heidi Weng                                                                        |
| 08/01/2016                      | Toblach                         | 5 km vrije stijl                      | Jessica Diggins                                                                       | Heidi Weng                                                                          | Ingvild Flugstad Østberg                                                          |
| 09/01/2016                      | Val di Fiemme                   | 10 km klassieke stijl (massastart)    | Heidi Weng                                                                            | Ingvild Flugstad Østberg                                                            | Therese Johaug                                                                    |
| 10/01/2016                      | Val di Fiemme                   | 9 km achtervolging (vrije stijl)      | Therese Johaug                                                                        | Heidi Weng                                                                          | Elizabeth Stephen                                                                 |
| Eindklassement Tour de Ski:     | Eindklassement Tour de Ski:     | Eindklassement Tour de Ski:           | Therese Johaug                                                                        | Ingvild Flugstad Østberg                                                            | Heidi Weng                                                                        |
| 16/01/2016                      | Planica                         | Sprint (vrije stijl)                  | Stina Nilsson                                                                         | Astrid Jacobsen                                                                     | Heidi Weng                                                                        |
| 17/01/2016                      | Planica                         | Teamsprint (vrije stijl)              | Zweden I Ida Ingemarsdotter Stina Nilsson                                             | Noorwegen I Heidi Weng Astrid Jacobsen                                              | Duitsland I Sandra Ringwald Hanna Kolb                                            |
| 23/01/2016                      | Nové Město                      | 10 km vrije stijl                     | Therese Johaug                                                                        | Astrid Jacobsen                                                                     | Jessica Diggins                                                                   |
| 24/01/2016                      | Nové Město                      | 4 x 5 km estafette                    | Noorwegen I Ingvild Flugstad Østberg Heidi Weng Therese Johaug Astrid Jacobsen        | Verenigde Staten I Sophie Caldwell Sadie Bjornsen Elizabeth Stephen Jessica Diggins | Finland I Anne Kyllönen Krista Pärmäkoski Riitta-Liisa Roponen Kerttu Niskanen    |
| 03/02/2016                      | Drammen                         | Sprint (klassieke stijl)              | Maiken Caspersen Falla                                                                | Ingvild Flugstad Østberg                                                            | Natalja Matvejeva                                                                 |
| 07/02/2016                      | Oslo                            | 30 km klassieke stijl (massastart)    | Therese Johaug                                                                        | Ingvild Flugstad Østberg                                                            | Anne Kyllönen                                                                     |
| 11/02/2016                      | Stockholm                       | Sprint (klassieke stijl)              | Maiken Caspersen Falla                                                                | Ingvild Flugstad Østberg                                                            | Stina Nilsson                                                                     |
| 13/02/2016                      | Falun                           | 5 km klassieke stijl                  | Therese Johaug                                                                        | Heidi Weng                                                                          | Ingvild Flugstad Østberg                                                          |
| 14/02/2016                      | Falun                           | 10 km vrije stijl (massastart)        | Therese Johaug                                                                        | Heidi Weng                                                                          | Astrid Jacobsen                                                                   |
| 20/02/2016                      | Lahti                           | Sprint (vrije stijl)                  | Maiken Caspersen Falla                                                                | Jessica Diggins                                                                     | Heidi Weng                                                                        |
| 21/02/2016                      | Lahti                           | 15 km skiatlon                        | Therese Johaug                                                                        | Heidi Weng                                                                          | Ingvild Flugstad Østberg                                                          |
| Ski Tour Canada 2016            |                                 |                                       |                                                                                       |                                                                                     |                                                                                   |
| 01/03/2016                      | Gatineau                        | Sprint (vrije stijl)                  | Maiken Caspersen Falla                                                                | Stina Nilsson                                                                       | Jessica Diggins                                                                   |
| 02/03/2016                      | Montreal                        | 10,5 km klassieke stijl (massastart)  | Therese Johaug                                                                        | Heidi Weng                                                                          | Astrid Jacobsen                                                                   |
| 04/03/2016                      | Quebec                          | Sprint (vrije stijl)                  | Stina Nilsson                                                                         | Maiken Caspersen Falla                                                              | Heidi Weng                                                                        |
| 05/03/2016                      | Quebec                          | 10 km vrije stijl (handicapstart)     | Heidi Weng                                                                            | Therese Johaug                                                                      | Astrid Jacobsen                                                                   |
| 08/03/2016                      | Canmore                         | Sprint (klassieke stijl)              | Maiken Caspersen Falla                                                                | Astrid Jacobsen                                                                     | Ingvild Flugstad Østberg                                                          |
| 09/03/2016                      | Canmore                         | 15 km skiatlon                        | Heidi Weng                                                                            | Therese Johaug                                                                      | Astrid Jacobsen                                                                   |
| 11/03/2016                      | Canmore                         | 10 km vrije stijl                     | Ingvild Flugstad Østberg                                                              | Heidi Weng                                                                          | Krista Pärmäkoski                                                                 |
| 12/03/2016                      | Canmore                         | 10 km klassieke stijl (handicapstart) | Krista Pärmäkoski                                                                     | Therese Johaug                                                                      | Jessica Diggins                                                                   |
| Eindklassement Ski Tour Canada: | Eindklassement Ski Tour Canada: | Eindklassement Ski Tour Canada:       | Therese Johaug                                                                        | Heidi Weng                                                                          | Ingvild Flugstad Østberg                                                          |

### Eindstanden
| Algemene wereldbeker | Algemene wereldbeker     | Algemene wereldbeker | Algemene wereldbeker |
| #                    | Naam                     | Land                 | Punten               |
| -------------------- | ------------------------ | -------------------- | -------------------- |
| 1                    | Therese Johaug           | NOR                  | 2.681                |
| 2                    | Ingvild Flugstad Østberg | NOR                  | 2.302                |
| 3                    | Heidi Weng               | NOR                  | 2.172                |
| 4                    | Krista Pärmäkoski        | FIN                  | 1.335                |
| 5                    | Charlotte Kalla          | SWE                  | 1.217                |
| 6                    | Maiken Caspersen Falla   | NOR                  | 1.151                |
| 7                    | Astrid Jacobsen          | NOR                  | 1.142                |
| 8                    | Jessica Diggins          | USA                  | 1.128                |
| 9                    | Kerttu Niskanen          | FIN                  | 1.120                |
| 10                   | Anne Kyllönen            | FIN                  | 1.025                |

| Afstandswereldbeker | Afstandswereldbeker      | Afstandswereldbeker | Afstandswereldbeker |
| #                   | Naam                     | Land                | Punten              |
| ------------------- | ------------------------ | ------------------- | ------------------- |
| 1                   | Therese Johaug           | NOR                 | 1.533               |
| 2                   | Heidi Weng               | NOR                 | 1.145               |
| 3                   | Ingvild Flugstad Østberg | NOR                 | 976                 |
| 4                   | Charlotte Kalla          | SWE                 | 730                 |
| 5                   | Krista Pärmäkoski        | FIN                 | 664                 |
| 6                   | Kerttu Niskanen          | FIN                 | 638                 |
| 7                   | Anne Kyllönen            | FIN                 | 602                 |
| 8                   | Astrid Jacobsen          | NOR                 | 555                 |
| 9                   | Jessica Diggins          | USA                 | 547                 |
| 10                  | Ragnhild Haga            | NOR                 | 470                 |

| Sprintwereldbeker | Sprintwereldbeker        | Sprintwereldbeker | Sprintwereldbeker |
| #                 | Naam                     | Land              | Punten            |
| ----------------- | ------------------------ | ----------------- | ----------------- |
| 1                 | Maiken Caspersen Falla   | NOR               | 726               |
| 2                 | Ingvild Flugstad Østberg | NOR               | 646               |
| 3                 | Stina Nilsson            | SWE               | 602               |
| 4                 | Heidi Weng               | NOR               | 409               |
| 5                 | Astrid Jacobsen          | NOR               | 355               |
| 6                 | Ida Ingemarsdotter       | SWE               | 321               |
| 7                 | Sophie Caldwell          | USA               | 303               |
| 8                 | Jessica Diggins          | USA               | 297               |
| 9                 | Krista Pärmäkoski        | FIN               | 279               |
| 10                | Sandra Ringwald          | GER               | 248               |

## Landenklassementen
| Algemeen | Algemeen         | Algemeen | Algemeen |
| #        | Land             | Punten   |          |
| -------- | ---------------- | -------- | -------- |
| 1        | Noorwegen        | 24.234   |          |
| 2        | Rusland          | 6.743    |          |
| 3        | Finland          | 6.247    |          |
| 4        | Zweden           | 6.039    |          |
| 5        | Duitsland        | 3.532    |          |
| 6        | Verenigde Staten | 3.525    |          |
| 7        | Frankrijk        | 2.916    |          |
| 8        | Italië           | 2.549    |          |
| 9        | Zwitserland      | 2.144    |          |
| 10       | Canada           | 1.659    |          |

| Mannen | Mannen      | Mannen | Mannen |
| #      | Land        | Punten |        |
| ------ | ----------- | ------ | ------ |
| 1      | Noorwegen   | 12.546 |        |
| 2      | Rusland     | 5.689  |        |
| 3      | Frankrijk   | 2.840  |        |
| 4      | Italië      | 1.913  |        |
| 5      | Canada      | 1.561  |        |
| 6      | Finland     | 1.516  |        |
| 7      | Zweden      | 1.368  |        |
| 8      | Zwitserland | 1.284  |        |
| 9      | Duitsland   | 1.024  |        |
| 10     | Kazachstan  | 830    |        |

| Vrouwen | Vrouwen          | Vrouwen | Vrouwen |
| #       | Land             | Punten  |         |
| ------- | ---------------- | ------- | ------- |
| 1       | Noorwegen        | 11.688  |         |
| 2       | Finland          | 4.731   |         |
| 3       | Zweden           | 4.671   |         |
| 4       | Verenigde Staten | 2.908   |         |
| 5       | Duitsland        | 2.508   |         |
| 6       | Rusland          | 1.054   |         |
| 7       | Zwitserland      | 860     |         |
| 8       | Italië           | 636     |         |
| 9       | Polen            | 598     |         |
| 10      | Slovenië         | 579     |         |